# Lingua telugu
La lingua tèlugu (తెలుగు) è una lingua dravidica parlata nell'India centro-meridionale. Al 2022, è parlata da 95,7 milioni di locutori totali.

## Etimologia
L'etimologia del nome "telugu" non è nota con certezza. Si pensa che derivi da trilinga, come in Trilinga Desa, "il paese dei tre linga". Secondo una leggenda indù, Shiva scese come un linga su tre monti: Kaleswaram in Telangana, Srisailam in Rayalasima e Bhimeswaram nella regione costiera dell'Andhra Pradesh; nella leggenda, questi segnano i confini del paese Telugu.

## Distribuzione geografica
Il telugu è parlato al 2022 da circa 95,7 milioni di persone (parlanti totali) negli stati indiani dell'Andhra Pradesh, del Telangana e territori limitrofi. Gran parte dei parlanti sono madrelingua (L1).
È la seconda lingua dell'India per numero di persone che la parlano, dopo l'hindi.

## Lingua ufficiale
Il telugu è una delle 22 lingue ufficialmente riconosciute dall'allegato VIII della Costituzione dell'India. È lingua ufficiale negli stati indiani dell'Andhra Pradesh e del Telangana e nel distretto di Yanam nel territorio di Pondicherry.

## Fonologia
Per la sua musicalità è stato definito "l'italiano d'Oriente".

## Grammatica
Il telugu è una lingua agglutinante e permette la poliagglutinazione, una caratteristica unica che consente di aggiungere suffissi alle parole per specializzarne il significato. Ad esempio, ad una parola si possono aggiungere i suffissi ninchi ("da") e lo ("in") per esprimere il concetto di provenire da dentro qualcosa, come in ramuloninchi  "da dentro Ramu".

## Sistema di scrittura
La scrittura telugu è molto simile alla kannada, tanto che spesso sono considerate due varianti grafiche dello stesso alfabeto.

## Cultura di massa
Nel 2018 un carattere dell'alfabeto telugu ha provocato svariati problemi ai prodotti multimediali Apple, sia i dispositivi mobili con sistema operativo iOS e watchOS (iPod touch, Apple Watch, iPad e iPhone) sia i computer Mac. Gli algoritmi di elaborazione grafica di tali dispositivi non riuscivano a visualizzare tale carattere, di conseguenza esso causava il crash dell'applicazione che tentava di mostrarlo; nei casi in cui il carattere compariva in una notifica generata dal sistema operativo, ad esempio quando era contenuto in un messaggio di testo che si riceveva, l'intero dispositivo si bloccava in modo anomalo, e se si tentava un riavvio forzato il dispositivo andava in bootloop, ovvero di fatto non riusciva più ad avviarsi. Il problema ha suscitato numerose polemiche in quanto dal momento della comparsa del problema al momento in cui Apple ha pubblicato gli aggiornamenti dei propri sistemi operativi che risolvevano il bug è trascorso un tempo relativamente lungo.